# Libysche Kommunistische Partei
Die Libysche Kommunistische Partei (italienisch Partito Comunista Libiano, arabisch الحزب الشيوعي الليبي, DMG al-Ḥizb aš-Šuyūʿī al-lībī) ist eine marxistisch-leninistische Partei in Libyen.

## Geschichte
Der Marxismus kam nach Libyen durch italienische Siedler während der italienischen Kolonialzeit in Libyen sowie durch bürgerliche Intellektuelle und Studenten, die im Ausland studierten und mit der kommunistischen Bewegung in Kontakt kamen.
Die Partei selbst wurde kurz nach dem Zweiten Weltkrieg gegründet und hatte zumeist Italiener unter ihren Mitgliedern. Sie war rechtlich als Politischer Verband für den Fortschritt Libyens organisiert. Um die Regierung des neuen monarchischen Regimes zu erleichtern, vertrieben die britischen Besatzer viele Italiener, darunter auch viele Kommunisten. Im November 1951 wurden sieben Anführer der Partei des Landes verwiesen und die Organisation wurde daraufhin von der Polizei überwacht. Das Hauptquartier der Libyschen Kommunistischen Partei war in Bengasi. Der Einfluss der Partei war auf eine kleine Gruppe in der Kyrenaika beschränkt, zudem hatte die Partei das Haupthindernis das Diktat der religiösen Geistlichen und der amerikanisch-britischen Truppen auf Libyen. Unter solchen Umständen konnte die Partei kaum Einfluss auf die nationale Wirtschaft ausüben.
Allerdings stifteten die kommunistischen Kämpfer Studentendemonstrationen gegen die Regierung. Im Jahre 1952 verbot die Regierung alle politischen Parteien. Nach der Revolution des 1. September 1969 begann die Regierung der Republik unter der Leitung von Muammar al-Gaddafi mit einer neuen Kampagne gegen die libyschen Kommunisten und unterdrückte sie. Im Jahr 2011 unterstützte die Libysche Kommunistische Partei die Rebellion gegen die Gaddafi-Regierung, wie auch der Rest der Manifestationen des so genannten „arabischen Frühlings“.
Die Partei veröffentlicht die Zeitung Corriere del Lunedì („Mail am Montag“).